# Égeres láperdő

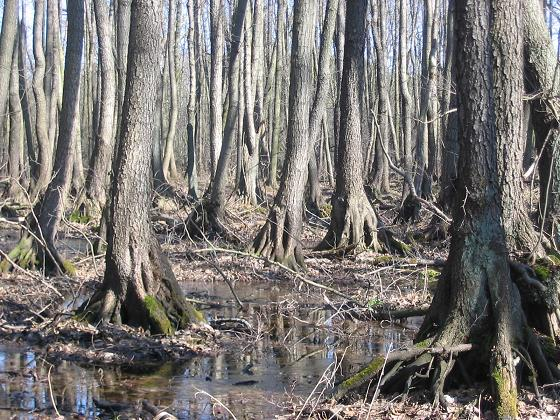
„Lábas éger” fák Berlin közelében

Az égeres láperdő a láperdők és lápcserjések (Alnetea glutinosae Br.-Bl. &  Tx. ex Westhoff & al. 1946) növénytársulástani osztályában az éger- és kőrislápok (Alnion glutinosae Malcuit, 1929) társuláscsoportjának egyik növénytársulása. Ez Észak-Európa nagyobb tóvidékeinek és folyóvölgyeinek záró növénytársulása, a pangó vizes mocsárrétek vagy láprétek szukcessziójának végső fázisa. A Kárpát-medencében posztglaciális reliktum jellegű; legnagyobb elterjedése a bükk korban lehetett. Mostanra – főleg a lecsapolások eredményeképpen – rendkívül megfogyatkozott.
Az égeres láperdők (Carici elongatae-Alnetum Koch, 1926) Magyarország talán legösszetettebb erdei: sokféle élőhelyet kínálnak, ezért a diverzitásuk is viszonylag nagy. Az európai flóraelemcsoport részaránya 80%-nál is több. Az égerfák támasztógyökereiből – jelentős mértékben a többszöri sarjaztatás miatt – óriásira nőtt, úgynevezett égerlábak alakultak ki. Ezeknek a tetején liget- és láperdei, alsóbb részein láperdei, vízbe nyúló aljzatán mocsári növények élnek, a fák közti vízben pedig hínárfélék. A fákra liánok, kúszónövények kapaszkodnak fel.

## Jellemző növényei
A lombkoronaszint uralkodó faja az enyves (mézgás) éger (Alnus glutinosa). Ehhez szálanként elegyedhet:
- a magyar kőris (Fraxinus pannonica) és
- a vénic-szil (Ulmus laevis).

A cserjeszint fajai:
- kutyabenge (Frangula alnus),
- kányabangita (Viburnum opulus),
- rekettyefűz (hamvas fűz) (Salix cinerea),

Leggyakoribb liánja a keserédes csucsor (Solanum dulcamara).
A gyepszint jellemző fajai:
- nyúlánk sás (Carex elongata),
- zsombéksás (Carex elata),
- mocsári sás (Carex acutiformis),
- tőzegpáfrány (Thelypteris palustris),
- szálkás pajzsika (Dryopteris carthusiana),
- mocsári kocsord (Peucedanum palustre),
- mocsári vagy sárga nőszirom (Iris pseudacorus).

A láperdő vizében nő:
- békaliliom (Hottonia palustris) és számos
- békalencse faj (Lemna spp. és Spirodela polyrrhiza).

Az égerfák támasztógyökérszerűen kiszélesedő tönkjein gazdag mohaszint alakul ki olyan, ritka mohákkal, mint:
- ezüstös vánkosmoha (Leucobryum glaucum),
- Campylopus pyriformis,
- Pohlia nutans,
- Mnium punctatum,
- Mnium affine,
- Amblystegium riparium stb.

A közép-európai magyarországi láperdőket egy ideig két különböző fajgazdagságú, részben földrajzi asszociációra bontották (Thelypteridi-Alnetum és Dryopteridi-Alnetum). Ma újra egy társulásnak (Carici elongatae-Alnetum) tekintik őket.
Az alegységeket a karakterfajok és a degradáltság alapján különítik el:
1. Természetközeli, bővizű, békaliliomos típus, nagyobb nyílt vízfelszínekkel, zsombékoló sásokkal (pl. Carex elata) és hínárfajokkal (pl. Hottonia palustris). Jellemző, bár ritka karakterfajai:
- babérfűz (Salix pentandra),
- fekete ribiszke (Ribes nigrum),
- fűzlevelű gyöngyvessző (Spiraea salicifolia),
- széles pajzsika (Dryopteris dilatata),
- királypáfrány (Osmunda regalis),
- tőzegeper (Comarum palustre),
- dárdás nádtippan (Calamagrostis canescens),
- tavaszi forrásfű (Montia fontana),
- gázló (Hydrocotyle vulgaris),
- keleti békakorsó (Sium sisaroideum),
- lápi csalán (Urtica kioviensis).

2. Sásos típus – a nyár közepére kiszárad, ezért ebben a tarackoló sások dominálnak. Karakterfajai elsősorban az égerfák tövén növők.
3. Ligeterdei típus, amelynek gyepszintjében a sédbúza (Deschampsia caespitosa) és a hölgypáfrány (Athyrium filix-femina) veszi át a vezető szerepet, de az égerfák tövén még megtalálható a láperdő jellemző fajainak egy része is. Ebben a típusban az előzőknél többnyire kevesebb faj nő. Feltöltődve ligeterdővé alakul át, miközben koronaszintjében is fokozatosan a magyar kőris (Fraxinus angustifolia subsp. pannonica) és a vénic-szil (Ulmus laevis) kerül előtérbe.
4. Kiszáradó, szedres-aranyvesszős típus. Nem természetes szukcesszió, hanem a mesterséges vízlevezetéssel kiszárított égerlápok leromlott, degradált típusa. Magaskórós kinézetű, nitrofil erdei gyomokkal terhelt típus, amelyben azonban sokszor még megtalálhatók a társulás ellenállóbb, jellemző fajai, például:
- szálkás pajzsika (Dryopteris carthusiana),
- kétlaki macskagyökér (Valeriana dioica),
- lápi kocsord (Peucedanum arenarium).

Gyakori benne:
- nagy csalán (Urtica dioica),
- magas aranyvessző (Solidago gigantea),
- hamvas szeder és (a Dunántúlon) más szederfajok (Rubus caesius és Rubus fruticosus agg.),
- magas kúpvirág (Rudbeckia laciniata),
- fűzlevelű őszirózsa (Aster salignus),
- fekete bodza (Sambucus nigra).

## Dryopteridi-Alnetum típus
Magyarországon legjelentősebb állománya a híres kapuvári égeres, amely elöregedett ugyan, de felújításáról új mesterséges tó építésével gondoskodnak. Kisebb állományai maradtak fenn:
- a Zempléni-hegységben,
- az Őrségben,
- a Vendvidéken,
- Somogyban,
- a Hanságban és
- az Alföld északi peremvidékén.

Talaját csaknem az egész évben víz borítja.

### Jellemző növényei
Lombkoronaszintjének domináns faja – amint ezt a társulás neve is mutatja – az enyves éger (Alnus glutinosa). A fák gyökerei a talajszint fölé emelkednek, ezért a népnyelv „lábas égernek” hívja őket. Tövüket tavasszal és ősszel rendszerint mintegy méternyi víz önti el. Mellette a lombkoronaszintben mindenekelőtt a magyar kőris (Fraxinus angustifolia subsp. pannonica) és közönséges nyír (Betula pendula) játszik szerepet.
Az égertöveken termő fajok:
- szálkás pajzsika (Dryopteris carthusiana),
- tarajos pajzsika (Dryopteris spinulosa),
- tőzegpáfrány (Thelypteris palustris),
- nyúlánk sás (Carex elongata).

A tövek között, tócsákban, időszakos elöntésekben tenyésző fajok:
- békaliliom (Hottonia palustris),
- mocsári vagy sárga nőszirom (Iris pseudacorus),
- lápi csalán (Urtica kioviensis),
- sás fajok (Carex ssp.):
  - töviskés sás (Carex echinata),
  - ritkás sás (Carex remota),
- nagy csalán (Urtica spp.),
- nőszirom (Iris spp.),
- békaliliom (Hottonia spp.).

A fák tövét vastagon vonja be a lombosmoha.
Ritkábban előforduló növényfaja például a bókoló gyömbérgyökér, agy más néven patakparti gyömbérgyökér (Geum rivale L. A).